# Serranópolis do Iguaçu
Serranópolis do Iguaçu är en kommun i Brasilien.   Den ligger i delstaten Paraná, i den södra delen av landet, 1 200 km sydväst om huvudstaden Brasília. Antalet invånare är 4 568.
I omgivningarna runt Serranópolis do Iguaçu växer i huvudsak städsegrön lövskog. Runt Serranópolis do Iguaçu är det glesbefolkat, med 11 invånare per kvadratkilometer.